# ایر تروپیکوس
ایر تروپیکوس (به انگلیسی: Air Tropiques) یک شرکت هواپیمایی است که در ۲۰۰۱ میلادی تأسیس شده‌است. دفتر مرکزی ایر تروپیکوس در کینشاسا، جمهوری دموکراتیک کنگو واقع شده‌است و قطب این شرکت هواپیمایی در فرودگاه ان دولو قرار دارد.